# کالینز جان
کولیس جان (هلندی: Collins John؛ زادهٔ ۱۷ اکتبر ۱۹۸۵) یک بازیکن فوتبال اهل هلند است.

## باشگاهی
از باشگاه‌هایی که در آن بازی کرده‌است می‌توان به باشگاه فوتبال بارنت، واتفورد، شیکاگو فایر، باشگاه فوتبال ان.ئی.سی، باشگاه فوتبال مس سرچشمه، لستر سیتی، توئنته، باشگاه فوتبال قبله، و باشگاه فوتبال فولام اشاره کرد.

## تیم ملی
وی همچنین در تیم ملی فوتبال هلند بازی کرده است.